# Thure Ahlqvist
Thure Johan Ahlqvist (20. dubna 1907, Borås – 20. března 1983, tamtéž) byl švédský amatérský boxer v lehké váze, v níž vybojoval na Letních olympijských hrách 1932 v Los Angeles stříbrnou olympijskou medaili.

## Ahlqvistova sportovní kariéra
Thure Ahlqvist začal boxovat jako teenager ve svém rodišti za klub IK Ymer Borås. Díky své výškové převaze a mobilitě upřednostňoval boj na dálku. V roce 1927 se poprvé zúčastnil národního mistrovství a prohrál až v semifinále. Na švédském mistrovství se v kariéře dostal třikrát až do finále, ale ani jednou nezvítězil, také proto je jeho účast na olympijských hrách 1932 ojedinělou akcí na mezinárodním kolbišti. Ve své amatérské kariéře boxoval ve 169 zápasech, z nichž 141 vyhrál. V roce 1936 se pokusil prosadit se jako profesionál, 17. dubna 1936 ale ve své premiéře prohrál a rozhodl se dále nepokračovat.

## Ahlqvist na olympijských hrách 1932
Boxerského turnaje v lehké váze na olympijských hrách v Los Angeles 1932 se zúčastnilo 15 boxerů a Ahlqvist měl štěstí, že měl v 1. kole volný los, takže se dostal přímo do čtvrtfinále. V něm byl jeho soupeřem Francouz[ Gaston Mayor, jehož Ahlqvist porazil na body, aby ho pak čekal hlavní favorit turnaje, domácí boxer Nathan Bor. Bor byl proti Ahlqvistovi opatrný, jeho boj byl zdlouhavý a toho využil při své výškové převaze Švéd, který nedal Borovi příliš prostoru a občas jeho pravice udeřila Bora do čelisti. Ahlqvist vyhrál jasně na body a 13. srpna 1932 nastoupil k finálovému zápasu proti Jihoafričanu Laurie Stephensonovi. Svůj výkon ze semifinále ale nezopakoval a boj o zlato prohrál.